# Saint-Julien-l’Ars
Saint-Julien-l’Ars – miejscowość i gmina we Francji, w regionie Nowa Akwitania, w departamencie Vienne.
Według danych na rok 1990 gminę zamieszkiwały 1 903 osoby, a gęstość zaludnienia wynosiła 103 osoby/km² (wśród 1467 gmin regionu Poitou-Charentes, Saint-Julien-l’Ars plasuje się na 148. miejscu pod względem liczby ludności, natomiast pod względem powierzchni na miejscu 454.).